# 江西等処行中書省

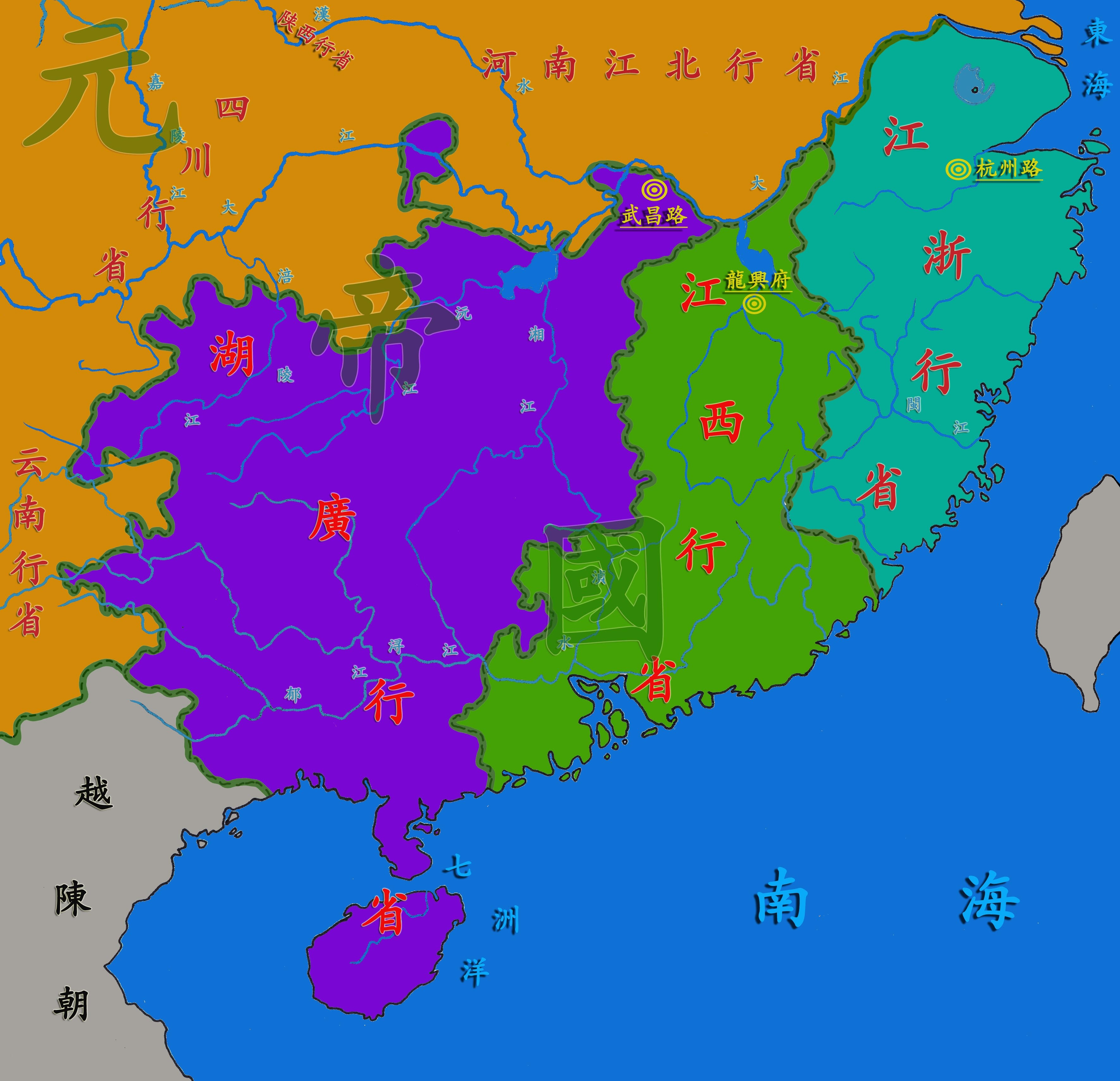
江西行省の位置

江西等処行中書省（こうせいとうしょ-こうちゅうしょしょう、以下江西行省と略称する）は元が設置した1級行政区画の行中書省。

## 地理
1299年（大徳3年）以降、長江以南の江西省の大部分、雷州半島を除く広東省全域、湖南省及び福建省の一部を管轄していた。なお現在の江西省北東部は江浙行省の管轄とされていた。

## 歴史
1276年（至元13年）、元軍は南宋の都城である臨安（現在の杭州市）を占領、南宋の皇帝であった恭宗が捕虜となり宋朝は滅亡、南宋支配地域は元朝の版図に編入された。1277年（至元14年）、元朝は江西等処行中書省を設置した。翌年には福建行省に一旦編入された。1280年（至元17年）には福建行省が分割され、江西行省・福建行省・泉州行省とされたが、1282年（至元19年）に冗官整理のために江西・福建の両行省の統合が行われた。1285年（至元22年）から1291年（至元28年）まで福建行省は江西行省に移管されるなどの改編が行われている。
1299年（大徳3年）には福建行省が江浙行省に移管されて以降、江西行省の行政管轄地域も固定され元末まで沿襲された。

## 下部行政区画
1276年（至元13年）から1298年（大徳2年）以前は頻繁な行省統廃合に伴い下部行政区画も安定しなかったが、1299年（大徳3年）以降は安定し18路9州を管轄した。
江西行省では宋代の江南西道及び広南東路の2路を統合し成立した経緯より、元代においても江西湖東道及び海北広東道の区分が存在していた。
- 江西湖東道（11路、1州）
  - 竜興路
  - 吉安路
  - 瑞州路
  - 袁州路
  - 臨江路
  - 撫州路
  - 江州路
  - 南康路
  - 贛州路
  - 建昌路
  - 南安路
  - 南豊州
- 海北広東道（7路、8州）
  - 広州路
  - 韶州路
  - 恵州路
  - 南雄路
  - 潮州路
  - 徳慶路
  - 肇慶路
  - 英徳州
  - 梅州
  - 南恩州
  - 封州
  - 新州
  - 桂陽州
  - 連州
  - 循州